# Cuộc đi săn của quỷ
Cuộc đi săn của quỷ (tựa gốc: It Follows) là một phim kinh dị siêu nhiên của Mỹ năm 2014 do David Robert Mitchell đạo diễn, có sự tham gia của Maika Monroe, Keir Gilchrist, Daniel Zovatto, Jake Weary, Olivia Luccardi và Lili Sepe. Phim kể về một cô gái trẻ tên là Jay bị một thực thể siêu nhiên bám theo sau khi quan hệ với bạn trai.